# Іоанн Філопон
Іоанн Філопон (490–570) — візантійський письменник, автор багатьох трактатів з граматики, філософії, богослів'я. Відомий також як Іоанн Граматик або Іоанн Александрійський. Мав також прізвисько «Філопон» («працелюбний»).

## Життєпис
Народився у місті Кесарія (Палестина). Замолоду переїхав до Александрії, де став учнем місцевої школи неоплатонізму. Іоанн Філопон був учнем Аммонія Гермія. Спочатку у своїх промовах Філопон брав за орієнтир праці Аммонія Гермія. Втім поступово розробив власний стиль мислення. Особливо цікаві коментарі та критика Аристотеля, зокрема у розділі «Фізика». Філопон відхилив теорію динаміки Аристотеля, розробив «теорію імпетуса». Згідно з нею об'єкт переміщається і продовжує рухатися завдяки енергії, яка виступає як «двигун» об'єкта, і припиняє рух, коли ця енергія вичерпується.
Іоанн Філопон написав значну працю з граматики — «Про слова із різним змістом в силу різного акценту», яка мала велике значення для розвитку граматичної справи.
Також Іоанн Філопон написав критику стосовно творів Прокла, де критикує ідею вічності світу. Втім, конфлікти з іншими філософами змусили Філопона переключитися на розробку богословської тематики. Він писав роботи щодо створення Всесвіту, це своєрідний коментар до Біблії з використання ідей античних вчених та Василя Великого. Іоанн Філопон активно брав участь у підготовці V Всесвітнього собору християнської церкви у 553 році. Розробляв після цього ідеї подвійності Христа та Трійці. За останнє він був переданий анафемі у 680 році під час VI Всесвітнього собору християнської церкви за монофізитство.
Значним є також внесок Філопона в механіку, особливо у розв'язок проблеми руху тіл. Проблема полягала в тому, чому кинуте тіло продовжує рухатися після припинення контакту з рукою. На думку Аристотеля, рука передає повітрю здатність передавати рух: повітря як би розрізається рухомим тілом, обтікає з усіх боків і штовхає ззаду.
Філопон запропонував інший розв'язок цієї проблеми. На його думку, рука передає кинутому тілу деяку вкладену силу (так званий імпетус), яка і рухає тіло після припинення контакту; поступово ця сила вичерпується і тіло зупиняється. Філопон застосував теорію імпетуса також і до руху небесних тіл. На його думку, при створенні світу Бог надав небесним тілам потужний імпетус, завдяки якому їх рух триває до сих пір.
Теорія імпетуса є «проміжною ланкою» між теорією руху Аристотеля і сучасним уявленням про інерцію. Істотні відмінності пов'язані з тим, що в середньовічній теорії стан спокою вважався чимось первинним, і було потрібно пояснювати його припинення, тобто приведення тіла в рух, поява у тіла швидкості. В одних випадках причиною руху було, наприклад, тяжіння, в інших — імпетус, який вважався деякою особливою силою. У сучасній науці спокій є всього лише окремим випадком руху, і поясненню підлягає зміна стану руху, тобто прискорення.
Натурфілософські ідеї Філопона розвивали видатні мислителі Середньовіччя, Ренесансу та Наукової революції: Герсонід, Авіценна, Бонавентура, Жан Бурідан, Микола Орезмський, Піко делла Мірандола, Галілео Галілей.

## Твори
- Про слова із різним змістом в силу різного акценту.
- 6 коментарів праць Аристотеля.
- «Проти Прокла». 529 рік.
- «Проти Аристотеля»
- «Про користь та будівництво астролябії».
- Коментар до вступу нікомаха до Аріфметики.
- «Про непередбаченність світу».
- «Про створення світу» 550 рік
- «О Трійці». 553 рік.
- «Арбітр». На захисту монофізитів. 560-ті роки